# Богдюки (Брестская область)
Богдюки (бел. Багдзюкі) — деревня в Жабинковском районе Брестской области Беларуси. Входит в состав Хмелевского сельсовета.

## География
Деревня находится в западной части Брестской области, при автодороге Н-138, на расстоянии приблизительно 15 километров (по прямой) к северо-западу от города Жабинка, административного центра района. Абсолютная высота — 151 метр над уровнем моря. Площадь населённого пункта — 0,3562 км².

## История
В письменных источниках начинает упоминаться начиная с XVI века. В XIX веке владельческая деревня, собственность графов Грабовских.
По состоянию на 1905 год, в Богдюках проживало 338 человек. В административном отношении деревня входила в состав Житинской волости Брестского уезда Гродненской губернии.
Согласно Рижскому мирному договору (1921), деревня вошла в состав межвоенной Польши, входила в состав гмины Жицин Брестского повета Полесского воеводства. В 1921 году числилось 312 жителей, проживавших в 54 домах. В этническом составе населения того периода поляки составляли 79,5 %, белорусы — 20,5 %. В конфессиональном составе населения преобладали католики (78,8 %), православных было 21,2 %.
С 1939 года в БССР, с 1940 года в составе Соколовского сельсовета Жабинковского района. В 1949 году вошла в состав колхоза «Сталинский путь». До 30 июля 1966 года входила в состав Пелищенского сельсовета Каменецкого района. C 1966 по 1972 годы являлась частью Сакского сельсовета. В 1972 году включена в состав Хмелевского сельсовета.

## Население
По данным переписи 2019 года, в деревне проживало 26 человек.
| Год  | Население, человек |
| ---- | ------------------ |
| 1905 | 338                |
| 1921 | ↘ 312              |
| 1959 | ↘ 219              |
| 1970 | ↘ 179              |
| 2005 | ↘ 41               |
| 2009 | ↘ 39               |
| 2019 | ↘ 26               |